# Nativism (politică)
Nativismul reprezintă politica de promovare a intereselor locuitorilor nativi în defavoarea celor ale imigranților, inclusiv prin sprijinirea măsurilor de restricționare a imigrației.
În studiile academice, „nativism” este termenul tehnic standard. Totuși, cei care susțin această idee nu acceptă să fie descriși drept nativiști pe motiv că termenul denotă un sens negativ și preferă să fie numiți „patrioți”.

## Argumente pentru restricționarea imigrației
Conform lui Joel S. Fetzer, opoziția față de imigrație apare în țările în care apar probleme ce țin de identitatea națională, culturală și religioasă. Fenomenul a fost studiat cu precădere în Australia, Canada, Noua Zeelandă, Marea Britanie, Statele Unite și Europa. Astfel, nativismul a devenit un termen generic pentru opoziția față de imigrație pe motiv că aceștia vor „dilua sau distruge” valorile culturale existente. În situațiile în care imigranții depășesc numeric locuitorii autohtoni, mișcările nativiste încearcă să împiedice schimbările culturale.
Pentru mișcările anti-imigraționiste contemporane, imigranții reprezintă țapi ispășitori pentru numeroase problemele precum șomajul, infracțiunile sau accesul la servicii sociale precum spitale sau poliție.
Restricționarea imigrației este de obicei justificată prin următoarele argumente:
- Economice
  - Ocuparea forței de muncă: imigranții ocupă locurile de muncă ale nativilor, limitând angajarea în rângul acestora; de asemenea, aceștia contribuie la scăderea salariilor.
  - Cheltuieli guvernamentale: imigranții nu plătesc taxe suficiente pentru a acoperi costurile serviciilor de care au nevoie. [7]
  - Asistență socială: imigranții folosesc intens sistemele de asistență socială.
  - Locuințe: odată cu venirea imigranților se reduc posturile vacante, ceea ce poate să conducă la creșterea chiriilor.
- Culturale
  - Limbă: imigranții se izolează în propriile comunități și refuză să învețe limba locală.
  - Cultura: imigranții vor depăși populația autohtonă și îi vor înlocui cultura.
  - Patriotism: imigranții afectează sentimentul de comunitate al unei națiuni bazat pe criterii etnice.
- De mediu
  - Mediu: imigranții cresc consumul de resurse.
  - Suprapopulare: Imigrația contribuie la suprapopulare.